# El Puente (zona arqueológica)
El Puente, llamado localmente Parque Arqueológico El Puente, es la denominación de una zona arqueológica en el Departamento de Copán, Honduras. Fue en cierto tiempo una ciudad maya independiente y entre el siglo VI y el IX se volvió dependiente y tributaria de Copán. El yacimiento contiene más de 200 estructuras entre tumbas, edificios ceremoniales y habitaciones, aunque pocas de ellas han sido excavadas.
El Puente se localiza en el llamado Valle de Florida, en la municipalidad de La Jigua, 11 km al norte de la población hondureña de La Entrada (ciudad), 2 km al norte de la confluencia del Río Chamelecón con el río Chinamito.
La descripción y publicación del yacimiento fue hecha por Jens Yde en 1935. Este arqueólogo mapeo el sitio pero no realizó ninguna excavación en él. A raíz de eso el lugar fue declarado Herencia Cultural de la Nación en marzo de 1989. Más tarde, en 1991, se iniciaron las primeras excavaciones con la intención de crear un segundo parque arqueológico después de Copán. El Parque Arqueológico El Puente fue inaugurado en 1994 incluyendo dentro de él un museo.

## Datos históricos

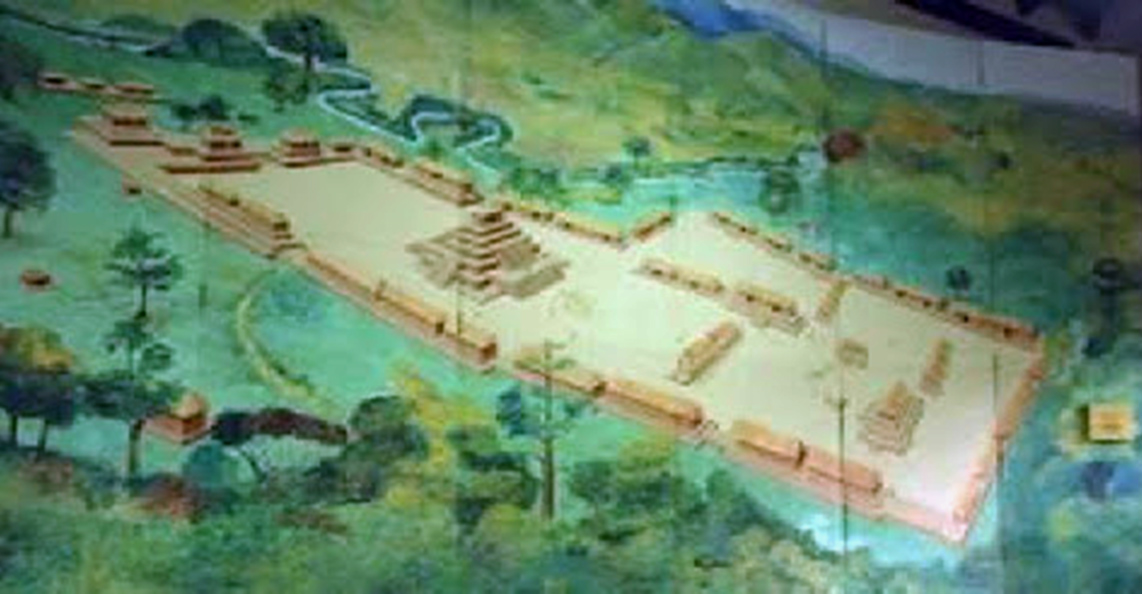
Recreación de las estructuras principales.

El Puente parece haber sido fundado hacia la mitad del siglo VI lo que coincide con el clásico temprano en la cronología maya mesoamericana. Las similitudes arquitectónicas y de la cerámica de El Puente y Copán parecen indicar que el sitio fue desarrollado para controlar las rutas comerciales que confluían en la región. La ciudad, aunque independiente durante un periodo mantuvo una estrecha alianza con el gran centro político y administrativo de Copán.
Una vez que se dio el colapso de Copán en el clásico terminal (entre 850– y 950 dC), parece que El Puente se mantuvo e incluso recibió inmigrantes de Copán.

## Descripción del yacimiento
El Puente contiene cerca de 210 estructuras y el núcleo del sitio consta de 5 plazas. Nueve estructuras solamente han sido excavadas y restauradas. Porciones importantes del sitio han sido dañadas y saqueadas.
Es perceptible una cierta influencia extraña a la cultura maya desde el punto de vista arquitectónico. No existe, por ejemplo, el criterio de simetría típico de la arquitectura maya en todo el sitio. Las escaleras en algunos edificios ofrecen distintas dimensiones en cada uno de los lados y aún la calidad de la construcción difiere de un lugar a otro de la misma estructura. También la calidad del trabajo en la piedra puede diferir significativamente de un edificio a otro y aún dentro del mismo edificio.
Las plazas tienen un bien diseñado sistema de drenaje para la eliminación del agua pluvial y algunos de los canales construidos para tal efecto siguen siendo funcionales.
Hay diversas tumbas y enterramientos que han sido excavados, algunos de los cuales contenían ofrendas de jade y de cerámica decorada. En alguna de estas vasijas fueron encontrados también objetos de obsidiana.
Obsidiana verde de Pachuca, estado de Hidalgo, en México, ha sido encontrada en el sitio dando una idea de las distancias recorridas por las cadenas comerciales de entonces.
Las estructuras más altas del lugar alcanzan una altura de 12 m. Excavaciones en túnel hacia el interior de ellas y también a su derrededor, han exhibido gran cantidad de cerámica, fragmentos de maíz quemado y de frijol.